# アシさん
『アシさん』は、タアモによる日本の漫画作品。漫画雑誌『月刊フラワーズ』（小学館）の2011年11月号から2015年7月号までと、『増刊フラワーズ』（小学館）の2013年6月号にて掲載された。単行本は全3巻。
『たいようのいえ』（講談社）で第38回講談社漫画賞の少女漫画部門を受賞したタアモによる漫画家アシスタントの物語。月に12ページの連載であったため、連載開始から第1巻が出るまでに2年かかった。

## あらすじ
少女まんが家を目指し、まんが家アシスタントをしている浪川睦（なみかわむつみ）。レギュラーで入る少年まんが家の大竹リコ先生や、ヘルプで入るBLまんが家の山猫先生など、個性豊かな先生の元で、共に支え合う仲間とともにいろいろな経験をしながら成長していく。

## 登場人物
浪川睦（なみかわ むつみ）
本作の主人公。まんが家のアシスタントをしながら、デビューを目指す23歳の女の子。明るく前向きな頑張り屋。
大竹リコ先生からは「メガネ」と呼ばれている。山猫先生にアドバイスをもらい『あいつの1000％』という作品を作るが、内容がBLだったために少女漫画系雑誌社からは断られる。次に描いた作品は、『別冊ガーネット』の編集長の目にとまり、「月刊ガーネット漫画賞」の奨励賞を受賞する。その後、別冊ガーネットに短編作品『放課後に待ってる』が掲載され、まんが家デビューを果たす。
大竹リコ（おおたけ リコ）
睦がレギュラーでアシスタントをしている少年まんがの作者。口は悪いが優しい。背が低い。作品名は『ブレイドハンター』。
長嶋（ながしま）
リコ先生のアシスタントで、睦の先輩。まんが家志望。30歳、彼氏ナシ、ゴスロリ趣味。
涼（りょう）
リコ先生のアシスタント。無口。まんが家志望。実はイケメン。
山猫（やまねこ）
商業誌、同人誌で活躍する、売れっ子BLまんが家。姉御肌。
かなりのBL好きで、彼氏とその友達を題材にBLまんがを描いたことがある。「ホモが大好き」と豪語しており、疲れてきたらBLのドラマCDを流しながら仕事をする。睦の描いた作品に対しても、何かとBL設定でのアドバイスしかできず、その結果睦は『あいつの1000％』というガチホモまんがを完成させる。山猫の作品名は『新婚ごっこ』。
ゆうこりん
ギャグまんがの作者。男性。
柊かむろ（ひいらぎ かむろ）
少女まんが誌『別冊ガーネット』編集長。睦の担当編集者。
有末心（ありすえ こころ）
少女まんが家。穏やかで優しいが、時に暗黒オーラを放つ。
あかさ・たな
新人まんが家。リコ先生のアシスタント経験あり。天真爛漫。名前はテキトーにつけたペンネーム。連載終了後にCDデビューする。
来鈴（くるる）
新人まんが家。リコ先生のアシスタントに来たことがある。26歳で化粧も洋服もばっちりの女の子。長嶋と対立する。
バキューム奈々子（バキューム ななこ）
食べ物ネタまんがの作者。『月刊トワレ』の編集者に依頼されてアシスタントをする。
剛力速雄（ごうりき はやお）
名前とは逆で弱くて暗い印象のアシスタント。しかし、アシスタントとしての腕前は超一流で、リコ先生がスーパーアシスタントと呼ぶほど。
入江可夢偉（いりえ かむい）
睦の元カレ。まんが家を目指しながらアシスタントをしている。長嶋から影では、「キラキラネームの彼氏」とあだ名されている。投稿作品名は「ドッペル原画」（入賞）。その後、『少年ライフ』で連載を開始する。
春田（はるた）
『別冊ガーネット』の編集部。
翡翠（ひすい）
『月刊トワレ』の編集部。睦をアシスタントとして評価している。

## 書誌情報
- タアモ、『アシさん』 小学館〈フラワーコミックスα〉、全3巻
  1. 2013年3月13日発行（2013年3月8日発売）、ISBN 978-4-09-135076-3
  2. 2014年4月15日発行（2014年4月10日発売）、ISBN 978-4-09-136109-7
  3. 2015年7月15日発行（2015年7月10日発売）、ISBN 978-4-09-137436-3

## リンク
- 月刊フラワーズ公式サイト